# Kanton Niolu-Omessa
Niolu-Omessa is een voormalig kanton van het Franse departement Haute-Corse. Het kanton maakte deel uit van het arrondissement Corte. Het werd opgeheven bij decreet van 13 februari 2014 met uitwerking op 22 maart 2015.

## Gemeenten
Het kanton Niolu-Omessa omvatte de volgende gemeenten:
- Albertacce
- Calacuccia (hoofdplaats)
- Casamaccioli
- Castiglione
- Castirla
- Corscia
- Lozzi
- Omessa
- Piedigriggio
- Popolasca
- Prato-di-Giovellina
- Soveria